# Rigel
Rigel (β Oriona, β Ori) je modra nadorjakinja v ozvezdju Oriona. Je najsvetlejša in najmasivnejša zvezda istoimenskega sistema vsaj štirih zvezd, ki so prostemu očesu vidne kot enotna modro-bela točka. Sistem je od Sonca oddaljen približno 860 svetlobnih let (26 parsekov).
Rigel je zvezda spektralnega tipa B8Ia in je po oceni 61.500-krat do 363.000-krat svetlejša od Sonca ter 18–24-krat masivnejša od Sonca, odvisno od uporabljene metode in predpostavk. Njegov polmer je več kot sedemdesetkrat večji od Sončevega in njegova površinska temperatura je 12.100 K. Zaradi zvezdnega vetra je Riglova hitrost izgubljanja mase približno desetmilijonkrat večja od Sončeve. Njegova starost je ocenjena na med 7 in 9 milijonov let. Rigel je že izčrpal vodikovo gorivo iz svoje sredice, se povečal in ohladil, tako da je postal nadorjakinja. Pričakovano je, da bo svoje življenje končal kot supernova tipa II, pri kateri kot ostanek nastane nevtronska zvezda ali črna luknja, odvisno od začetne mase zvezde.
Sij Rigla se lahko spreminja, njegov navidezni sij je med 0,05 in 0,18. Zaradi svojega sija in periodičnosti spreminjanja sija ter svojega spektralnega tipa je klasificiran kot spremenljivka tipa Alfa Laboda. Njegovo spremenljivost povzroča utripanje v njegovi nestabilni atmosferi. Rigel je na splošno sedma najsvetlejša zvezda na nočnem nebu in najsvetlejša zvezda Oriona, čeprav je občasno svetlejša Betelgeza, katere sij se spreminja v večjem razponu.
Sistem treh zvezd od Rigla ločuje kot 9,5 kotne sekunde. Ima navidezni sij 6,7 in je tako 400-krat manj svetel od Rigla. Dve zvezdi v sistemu je možno videti z velikimi teleskopi in svetlejša od njiju je spektroskopska dvojnica. Vse tri zvezde so modro-bele zvezde glavnega niza, vsaka je tri- do štirikrat tako masivna kot Sonce. Rigel in trojni sistem so v orbiti s skupno točko gravitacije s periodo, ocenjeno na 24.000 let. Notranji zvezdi trojnega sistema obkrožita druga drugo vsakih deset dni, zunanja pa notranji obkroži vsakih 63 let. Del istega zvezdnega sistema bi lahko bila tudi veliko manj svetla zvezda, ločena od Rigla in drugih za skoraj kotno minuto.

## Nomenklatura
Leta 2016 je Mednarodna astronomska zveza (IAU) vključila v katalog imen zvezd tudi ime »Rigel«. Po IAU se to lastno ime nanaša samo na primarni del A sistema Rigel. V zgodovinskih astronomskih katalogih je sistem označen različno. Zaradi preprostosti so Riglovi spremljevalci označeni kot Rigel B, C in D; takšna imena IAU opisuje kot »uporabne vzdevke«, ki so »neuradni«. V sodobnih, celovitih katalogih, je celoten zvezdni sistem znan kot WDS 05145-0812 ali CCDM 05145–0812.
Oznako Rigla kot β Orionis (latinizirano Beta Orionis) je naredil Johann Bayer leta 1603. Oznaka »beta« je običajna oznaka za drugo najsvetlejšo zvezdo v ozvezdjih, vendar je Rigel skoraj vedno svetlejši od α Orionis (Betelgeze).
Astronom James B. Kaler je predpostavljal, da je Bayer označil Rigel v času redkega pojava, ko sveti Betelgeza svetleje, in je tako z alfo označil slednjo. Bayer ni striktno razvrščal zvezd po svetlosti, temveč jih je združeval po magnitudi. Rigel in Betelgeza oba veljata za zvezdi prve magnitude in v Orionu so zvezde istega razreda razvrščene od severa proti jugu. Rigel je vključen v Splošni katalog zvezd spremenljivk, vendar v njem, ker že ima Bayerjevo oznako, nima posebne oznake.
Rigel ima veliko drugih zvezdnih oznak iz različnih katalogov, vključno z Flamsteedovo oznako 19 Orionis (19 Ori), oznako Kataloga svetlih zvezd HR 1713 in oznako kataloga Henryja Draperja HD 34085. Te oznake se pogosto pojavljajo v znanstveni literaturi, v poljudnem pisanju pa redko.

## Opazovanje
Rigel je spremenljivka z navideznim sijem med 0,05 in 0,18. Običajno je sedma najsvetlejša zvezda na nebu (če ne upoštevamo Sonca), čeprav je včasih bolj medla od Betelgeze. Je manj svetla od Kapele, katere svetlost se tudi lahko spreminja. Rigel deluje rahlo modro-belo in ima barvni indeks −0,06. Je kontrasten glede na rdečkasto Betelgezo.
Kulminacija se zgodi vsako leto 12. decembra opolnoči in 24. januarja ob 21. uri. Ob zimskih večerih je viden s severne poloble ter ob poletnih večerih z južne poloble. Na južni polobli je Rigel prva svetla zvezda v Orionu, ki je vidna, ko ozvezdje vzide. Tako je v večini severne poloble tudi prva zvezda Oriona, ki zaide. Zvezda je vrh »Zimskega šestkotnika«, asterizma, ki vključuje Aldebaran, Kapelo, Poluks, Prokijon in Sirij. Rigel je pomembna ekvatorska navigacijska zvezda in jo je preprosto najti ter je zlahka vidna z vseh svetovnih oceanov (z izjemo območij severno od 82. vzporednika).

### Spektroskopija
Riglov spekter definira razred nadorjakinj. Celoten spekter je značilen za hladne zvezde razreda B, z močnimi absorpcijskimi črtami vodikovih Balmerjevih serij, pa tudi nevtralnih helijevih črt in nekaterih težjih elementov, kot je kisik, kalcij in magnezij. Razred svetlosti za zvezde B8 je ocenjen na podlagi moči in širine vodikovih spektralnih črt in Rigel je označen kot svetla nadorjakinja razreda Ia. Zaradi variacij v spektru so Riglu dodeljevali različne razrede, npr. B8 Ia, B8 Iab in B8 Iae.
Že leta 1888 je bilo opaženo, da heliocentrična radialna hitrost Rigla, ocenjena z Dopplerjevimi premiki spektralnih črt, variira. To so tedaj razlagali kot posledico spektroskopskega spremljevalca s periodo okrog 22 dni. Radialna hitrost po meritvah variira za približno 10 km/s okrog povprečja 21,5 km/s.
Leta 1933 je bila Hα črta v Riglovem spektru neobičajno šibka in se je premaknila za 0,1 nm proti krajšim valovnim dolžinam, medtem ko se je pojavil ozek porast emisij okrog 1,5 nm samo pri dolgih valovnih dolžinah glavne absorpcijske črte. To je zdaj znano kot profil P Laboda, po zvezdi, ki močno kaže to lastnost v svojem spektru. Povezuje se z izgubo mase, kjer pride istočasno do emisije iz gostega oblaka blizu zvezde in absorpcije iz materiala blizu zvezde, ki se širi proč od zvezde.
Neobičajni profil Hα črte po opazovanjih variira nepredvidljivo. Približno tretjino časa je normalna absorpcijska črta. Približno četrtino časa je dvojna črta, torej absorpcijska črta z emisijskim jedrom ali emisijsko črto z absorpcijskim jedrom. Približno četrtino časa ima profil P Laboda; večino preostanka časa ima črta inverzni profil P Laboda, kjer je emisijska komponenta pri kratkih valovnih dolžinah. Emisija Hα črt je redko čista. 
Spremembe profilov črt so interpretirane kot variacije v količini in hitrosti materiala, ki ga izloča zvezda. Nekateri sklepajo, da Rigel občasno zelo hitro izloča material in, redkeje, da material pada vanj. Celovita slika so koronarne zanke, ki se dvigajo iz fotosfere in jih poganjajo magnetna polja.

### Spremenljivost
Da Rigel variira v svetlosti je znano že vsaj od leta 1930. Majhen razpon variiranja Riglove svetlosti terja za njegovo zanesljivo odkrivanje fotoelektrično ali CCD fotometrijo. Variiranje svetlosti nima jasne periode. Opazovanja v 18 nočeh leta 1984 so pokazala variacije na rdečih, modrih in rumenih valovnih dolžinah do 0,13 magnitude na časovni lestvici od nekaj ur do nekaj dni, vendar ponovno brez jasne periode. Riglov barvni indeks rahlo variira, vendar to ni opazno korelirano z variacijami svetlosti.
Iz analize satelitske fotometrije satelita Hipparcos je Rigel identificiran kot da pripada razredu spremenljivk Alfa Laboda, ki so opredeljene kot »ne-radialno utripajoče nadorjakinje spektralnega tipa Bep-AepIa«. V teh spektralnih tipih 'e' indicira emisijske črte v svojem spektru, 'p' pa pomeni, da ima nespecificirano spektralno posebnost. Spremenljivke tipa Alfa Laboda na splošno veljajo za neregularne ali da imajo kvazi-periode. Rigel je bil dodan v Splošni kazalog variabilnih zvezd kot 74. ime na seznamu variabilnih zvezd na osnovi Hipparcosove fotometrije, ki so pokazale variacije s fotografično amplitudo 0,039 magnitude z možno periodo 2,075 dni. Rigel je bil opazovan s kanadskim satelitom MOST skoraj 28 dni leta 2009. Opazovane so bile variacije v Milli magnitudi. Postopne spremembe v pretoku nakazujejo prisotnost utripajočih načinov dolge periode.

### Izguba mase
Iz opazovanj spremenljive Hα spektralne črte je Riglova izguba mase zaradi zvezdnega vetra ocenjena na (15±04)×10−7 sončne mase na leto (M☉/yr) — približno 10 milijonov-krat večja izguba mase kot Sonce. Bolj podrobna optična in K pas infrardeča spektroskopična opazovanja, skupaj z VLTI interferometrijo so potekala med letoma 2006 in 2010. Analiza profilov črt Hα in Hγ ter meritve regij, ki proizvajajo črte, kažejo, da se Riglov zvezdni veter zelo spreminja v strukturi in jakosti. Strukture zank in rok so bile prav tako zaznane v okviru vetra. Izračuni izgube mase iz črte Hγ dajo (94±09)×10−7 M☉/yr v letih 2006-7 in (76±11)×10−7 M☉/yr v letih 2009–10. Izračuni z uporabo Hα črte dajo nižje rezultate, okrog 15×10−7 M☉/yr. Terminalna hitrost vetra je 300 km/s. Ocenjuje se, da je Rigel izgubil okrog tri Sončeve mase (M☉) od začetka življenja kot zvezda mase 24±3 M☉ sedem do devet milijonov let nazaj.

## Razdalja
Razdalja med Riglom in Soncem ni natančno znana, saj so z različnimi metodami prišli do različnih ocen. Stare ocene so ga umeščale 166 parsekov (541 svetlobnih let) od Sonca. Nova redukcija Hipparcosa Riglove zvezdne paralakse z leta 2007 je 378±034 mas, kar pomeni razdaljo 863 svetlobnih let (265 parsekov) z napako okrog 9 %. Rigel B, ki naj bi bil fizično povezan z Riglom in ima enako razdaljo, ima Gaia Data Release 3 paralakso 32352±00553 mas, kar pomeni razdaljo okrog 1000 svetlobnih let (310 parsekov). Toda meritve za ta objekt bi lahko bile nezanesljive.
Uporabljane so bile tudi posredne metode ocenjevanja razdalje. Rigel naj bi bil na primer v območju meglic in njegovo sevanje naj bi osvetljevali več bližnjih oblakov. Najbolj značilen od njih je 5°-dolg IC 2118 (Meglica čarovničine glave), ki leži na kotni razdalji 2,5° od zvezde, ali na projicirani razdalji 39 svetlobnih let (12 parsekov) stran. Na podlagi meritev drugih zvezd iz meglice, je razdalja IC 2118 ocenjena na 949 ± 7 svetlobnih let (291 ± 2 parseka).
Rigel je zunanji član Bik-Orion R1 skupine, ki leži na razdalji do 1600 svetlobnih let (500 parskov) od Zemlje. Je član ohlapno opredeljene Bik-Orion R1 skupine, ki je nekoliko bližje pri 1200 svetlobnih letih (360 parskih). Rigel naj bi bil znatno bližje kot večina članov skupine Orion OB1 in Orionove meglice. Betelgeza in Saif ležita na podobni razdalji do Rigla, čeprav je Betelgeza pobegla zvezda z zapleteno zgodovino in bi se lahko prvotno oblikovala v glavnem telesu skupine.

## Zvezdni sistem
|  |  |  |  | Rigel                               |  |                                |  |                                    |  |    |
|  |  |  |  |                                     |  |                                |  |                                    |  |    |
|  |  |  |  | Ločitev = 9,5″ Obdobje = 24.000 let |  |                                |  |                                    |  |    |
|  |  |  |  |                                     |  |                                |  |                                    |  | Ba |
|  |  |  |  |                                     |  |                                |  |                                    |  |    |
|  |  |  |  |                                     |  |                                |  | Ločitev = 058 mas Obdobje = 9860 d |  |    |
|  |  |  |  |                                     |  |                                |  |                                    |  |    |
|  |  |  |  |                                     |  |                                |  |                                    |  | Bb |
|  |  |  |  |                                     |  |                                |  |                                    |  |    |
|  |  |  |  |                                     |  | Ločitev = 01″ Obdobje = 63 let |  |                                    |  |    |
|  |  |  |  |                                     |  |                                |  |                                    |  |    |
|  |  |  |  |                                     |  | C                              |  |                                    |  |    |
|  |  |  |  |                                     |  |                                |  |                                    |  |    |

Hierarhična shema Riglovih sestavnih delov
Zvezdni sistem, katerega del je Rigel, ima vsaj štiri sestavne dele. Rigel (včasih Rigel A, da se razlikuje od drugih sestavnih delov) ima vizualnega spremljevalca, ki je verjetno zaprt sistem treh zvezd. Bolj bleda zvezda pri širši ločitvi bi lahko bila peti sestavni del Riglovega sistema.
William Herschel je 1. oktobra 1781 odkril, da je Rigel vizualna dvojna zvezda in jo v svojem Katalogu dvojnih zvezd katalogiziral kot zvezdo 33 v »drugem razredu dvojnih zvezd«, kar se običajno krajša v H II 33 ali H 2 33 v Washingtonskem katalogu dvojnih zvezd. Friedrich Georg Wilhelm von Struve je leta 1822 prvi izmeril relativen položaj spremljevalca in vizualni par katalogiziral kot Σ 668. Druga zvezda se običajno imenuje Rigel B ali β Orionis B. Kotna ločitev Rigla B od Rigla A je 9,5 arc sekund do njenega juga vzdolž pozicijskega kota 204°. Čeprav z navideznim sijem 6,7 ni posebno bleda, celotna razlika v svetlosti med Riglom A in B (okrog 6,6 magnitud ali 440-krat bolj bleda) dela Rigel B izziv za teleskope apertur manjših od 15 cm.
Pri Riglovi ocenjeni razdalji je projicirana ločitev Rigla B od Rigla A več kot 2200 astronomskih enot. Od njenega odkritja ni bilo nobenih znakov orbitalnega gibanja, čeprav si obe zvezdi delita podobno skupno lastno gibanje. Par bi imel ocenjeno orbitalno periodo 24.000 let. Gaia Data Release 2 (DR2) vsebuje nekoliko nezanesljivo paralakso za Rigel B, ki ga umešča okrog 1100 svetlobnih let (340 parsekov) stran, dlje od Hipparcosove ocene za Rigel, vendar podobno skupini Bik-Orion R1. Za Rigel v Gaia DR2 ni paralakse. Lastno gibanje Gaia DR2 za Rigel B in Hipparcosovo lastno gibanje za Rigel sta oba majhna, čeprav ne čisto enaka.
Leta 1871 je Sherburne Wesley Burnham posumil, da je Rigel B binarni sistem in leta 1878 se je odločil, da ima dve komponenti. Ta vizualni spremljevalec je označen kot komponenta C (Rigel C), z merjeno ločitvijo od komponente B, ki variira od manj kot 01″ do približno 03″. Leta 2009 je pegasta interferometrija pokazala, da sta dve skoraj identični komponenti ločeni za 0124″, z navideznima sijema 7,5 in 7,6. Njuna ocenjena orbitalna perioda je 63 let. Burnham je v svojem katalogu dvojnih zvezd Rigel multipli sistem označil kot β 555 ali BU 555 v sodobni uporabi.
Komponenta B je dvojno-črtni spektroskopični binarni sistem, ki kaže dva seta spektralnih črt kombinirana v svojem enotnem zvezdnem spektru. Periodične spremembe, opazovane v relativnih pozicijah teh črt kažejo na orbitalno periodo 9,86 dni. Dve spektroskopični komponenti Rigel Ba in Rigel Bb ne moreta biti rešeni v optičnih teleskopih, vendar je znano, da sta oba vroči zvezdi spektralnega tipa okrog B9. Ta spektroskopična binarna, skupaj z bližnjo vizualno komponento Rigel C je verjetno fizični sistem treh zvezd, čeprav Rigla C ni mogoče zaznati v spektru, ki ni konsistenten svojo opazovano svetlostjo.
Leta 1878 je Burnham odkril še eno zvezdo s približno 13. magnitudo, ki je morda povezana. Označil jo je kot komponenta D od β 555, čeprav ni jasno, če gre za fizično povezanost ali naključno poravnavo. Njegova ločitev od Rigla je bila leta 2017 445″, skoraj naravnost proti severu pri pozicijskemu kotu 1°. Gaia DR2 ugotavlja, da gre za zvezdo podobno Soncu z 12. magnitudo na približno isti razdalji kot Rigel. Verjetno gre za K-tip glavnega niza in če je del Riglovega sistema, bi ta zvezda imela orbitalno periodo okrog 250.000 let.
Po navedbah na osnovi variacij radialne hitrosti naj bi obstajal spektroskopični spremljevalec Rigla, izračunana je bila celo njegova orbita, vendar poznejše delo trdi, da zvezda ne obstaja in da je opazovano utripanje intrinzično samemu Riglu.

## Fizikalne značilnosti
Rigel je modra nadorjakinja, ki je porabila vse vodikovo gorivo v svoji sredici, se razširila in, medtem ko se je premikala proč od glavnega niza čez zgornji del Hertzsprung-Russellovega diagrama, ohladila. Ko je bila na glavnem nizu, je bila njena efektivna temperatura oktog 30.000 K. Riglovo kompleksno variabilnost pri valovnih dolžinah vidne svetlobe povzroča zvezdno utripanje, podobno tistemu od Deneb. Nadaljnja opazovanja variacij radialne hitrosti indicirajo, da simultano oscilira na vsaj 19 neradialnih načinov s periodami med 1,2 in 74 dni.
Ocenjevanje veliko fizikalnih lastnosti modrih nadorjakinj, vključno z Riglom, je izziv zaradi njihove redkosti in negotovosti kako daleč so od Sonca. Tako so njihove značilnosti večinoma ocenjene na podlagi teoretičnih zvezdnih razvojnih modelov. Njena efektivna temperatura je lahko ocenjena na podlagi spektralnega tipa in barve na okrog 12.100 K. Masa 21±3 M☉ pri starosti 8±1 milijonov let je bila ocenjena s primerjanjem evolucijskih poti, medtem kot atmosferično modeliranje spektruma daje maso okrog 24±8 M☉.
Čeprav Rigel pogosto velja za najsvetlejšo zvezdo v razdalji 1000 svetlobnih let od Sonca, o količini energije, ki jo odda, vemo bolj malo. S Hipparcosovo razdaljo 860 svetlobnih let (264 parsekov) je ocenjena relativna svetlost Rigla okrog 120.000 večja od Sončeve, vendar druga nedavno objavljena razdalja 1170 ± 130 svetlobnih let (360 ± 40 parsekov) nakazuje še višjo svetlost, 219.000 večjo od Sončeve. Drugi izračuni temeljijo na teoretičnih zvezdnih evolucijskih modelih Riglove atmosfere ponujajo svetlost za med 83.000 in 363.000 Sonc, medtem ko seštevanje spektralne energijske porazdelitve na podlagi zgodovinske fotometrije s Hipparcosovo razdaljo priporoča svetlost za 11.486 Sonc. Študija iz leta 2018 z uporabo Mornariškega natančnega optičnega interferometra (Navy Precision Optical Interferometer, NPOI) je izmerila kotni premer 2526 Sončevih mas. Po popravljanju za vidni rob je bil kotni premer 2606 ± 0.009 Sončevih mas, kar priporoča polmer 741+61
−73 R☉. Starejša meritev kotnega premera ponuja 275±001 mas, ekvivalent razdalji 78.9 R☉ pri 264 pc. Ti polmeri so izračunani s predpostavljanjem Hipparcosove razdalje 264 pc; če vzamemo razdaljo 360 pc, dobimo veliko večji premer.
Zaradi svoje bližine in nejasnosti spektra je malo znanega o intrinzičnih lastnostih članov trojnega sistema Rigla BC. Vse tri zvezde delujejo kot približno enako vroče zvezde B tipa glavnega niza in so tako tri- do štirikrat tako masivne kot Sonce.

## Evolucija
Modeli zvezdne evolucije kažejo, da utripanje Rigla poganjajo jedrske reakcije v lupini, v kateri gori vodik in ki je vsaj delno nekonvektna. Ta utripanja so močnejša in številčnejša v zvezdah, ki so se razvile skozi fazo rdeče nadorjakinje in so se nato segrele, da so znova postale modre nadorjakinje. To je posledica zmanjšanja mase in povečanja ravni fuzijskih produktov na površini zvezde.
Rigel je verjetno izvaja jedrsko zlivanje helija v svojem jedru. Zaradi močne konvekcije helija, ki je nastajal v jedru, medtem ko je bil Rigel zvezda glavnega niza in je kuril vodik odkar je postal nadorjakinja, se je delež helija na površini povečal z 26,6 %, takrat ko se je zvezda oblikovala, na 32 % zdaj. Na površini je izobilje ogljika, dušika in kisika, ki ga zaznamo v spektru in je kompatibilno z po-rdečo nadorjakinjo samo če so njena interna območja konvektnosti modelirana z uporabo ne-homogenih kemičnih pogojev, znanih kot Ledoux kriteriji. Za Rigel se pričakuje, da bo končal svoje zvezdno življenje kot supernova tipa II. Je en od najbližjih znanih potencialnih prednikov supernove Zemlji, in se pričakuje, da bo imel največji navidezni sij okrog −11 (približno enaka svetlost kot četrtina Lune ali okrog 300-krat večja svetlost od Venere). Supernova bi za sabo pustila bodisi črno luknjo, bodisi nevtronsko zvezdo.

## Etimologija in kulturni pomen
Najzgodnejše znano zabeleženje imena Rigel je v Alfonsinskih tablicah leta 1521. Izpeljano je iz arabskega imena Rijl Jauzah al Yusrā, »leva noga (stopalo) Jauzaha« (rijl pomeni »noga, stopalo«), ki sega v 10. stoletje. »Jauzah« je bilo ime za Orion; alternativno arabsko رجل الجبار rijl al-jabbār, »stopalo velikega«, iz česar izvira redko uporabljena različica imena Algebar ali Elgebar. V Alphonsinih tablicah se je ime razdelilo na »Rigel« in »Algebar«, z opombo, et dicitur Algebar. Nominatur etiam Rigel. Alternativno črkovanje iz 17. stoletja vključuje Regel s strani italijanskega astronoma Giovannija Battiste Ricciolija, Riglon s strani nemškega astronoma Wilhelma Schickarda in Rigel Algeuze ali Algibbar s strani angleškega učenjaka Edmunda Chilmeada.
V ozvezdju, ki predstavlja grškega mitološkega lovca Oriona, je Rigel njegovo koleno ali (kot pove že ime) stopalo, bližnja zvezda Beta Eridani pa označujejo njegovo pručko. Rigel je v nordijski mitologiji zvezda, znana kot »Aurvandilov prst na nogi«. V Karibih je Rigel predstavljal odrezano nogo folklornega junaka Trois Roisa, ki so ga predstavljale tri zvezde Orionovega pasu. Nogo je odrezalo dekle Bįhi (Sirius) z mačeto. Lacandoni z južne Mehike so zvezdo poznali kot tunsel (»mali detel«).
Rigel je bil wotjobaluškim koorijem iz jugovzhodne Avstralije znan kot Yerrerdet-kurrk oz. tašča Totyerguila (Altair). Razdalja med njima je pomenila tabu, ki je možu preprečeval približevanje njegovi tašči. Avtohtoni Boorongiji iz severozahodne Viktorije so Rigel poimenovali Collowgullouric Warepil. Wardamani iz severne Avstralije so Rigel poznali kot vodjo rdečih kengurujev Unumburrgu in glavnega dirigenta obredov v pesmi, ko je Orion visoko na nebu. Eridan, reka, označuje linijo zvezd na nebu, ki vodi do njega, druge zvezde Oriona pa so njegovo ceremonialno orodje in spremstvo. Betelgeza predstavlja Ya-jungin »utripanje sovjih oči«, ki opazuje slovesnosti.
Maori z Nove Zelandije imenujejo Rigel Puanga, ki naj bi bila hči Rehua (Antares), glavnega med vsemi zvezdami. Njen dvig naznanja pojav Matariki (Plejade) na nebu ob večerni zori, kar označuje maorsko novo leto konec maja ali v začetku junija. Moriori s Katamskih otokov, pa tudi nekatere maorske skupine na Novi Zelandiji označujejo začetek svojega novega leta z Riglom in ne s Plejadami. Puaka je izraz, ki se uporablja v dialektu južnega otoka Nove Zelandije.
Na Japonskem je Minamoto ali Genji klan izbral Rigel in njegovo belo barvo za svoj simbol ter ga poimenoval Genji-boshi (源氏星), Taira ali Heike klan pa je izbral Betelgezo in njeno rdečo barvo. Dve močni družini sta se borili v Genpei vojni; zvezdi sta druga nasproti drugi, ločujejo ju le tri zvezde Koscev.

## V sodobni kulturi
MS Rigel je bila norveška ladja, zgrajena v Kopenhagnu leta 1924. Nemčija jo je med drugo svetovno vojno zasegla in leta 1944 je bila potopljena, medtem ko je prevažala vojne ujetnike. Dve ladji ameriške vojne mornarice sta nosili ime USS Rigel. SSM-N-6 Rigel je bil program manevrirnega izstrelka za ameriško vojno mornarico, ki je bil odpovedan leta 1953 preden je bil razvit.
Rigel Skerries je veriga majhnih otokov na Antarktiki, ki se prvotno imenovali Utskjera, nato pa so bili preimenovani. Trenutno ime so dobili, saj je bil Rigel uporabljan za astronavigacijo. Na Antarktiki je tudi 1910 m visoka gora Mount Rigel.
Zaradi svoje svetlosti in prepoznavnega imena je Rigel priljubljen v znanstveni fantastiki. Omenjen je v Zvezdnih stezah, Štoparskemu vodiču po galaksiji, Simpsonovih in veliko drugih knjigah, filmih in igrah.